# تيريه فيجن

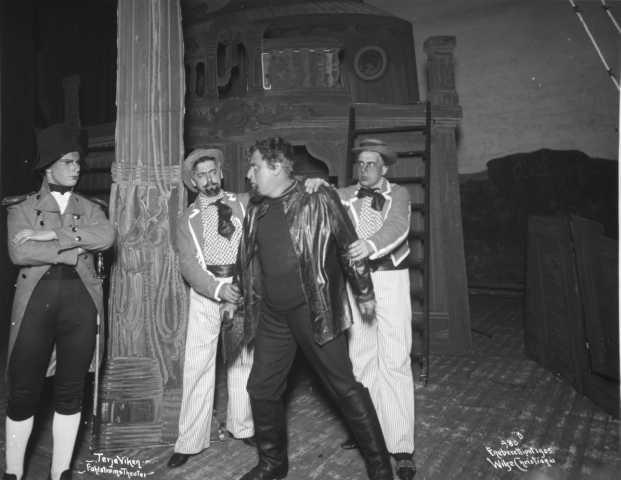
عرض مسرحي لأحداث القصيدة في النرويج، تعود الصورة إلى 1905

تيريه فيجن (بالنرويجية: Terje Vigen‏) قصيدة من تأليف الكاتب النرويجي هنريك إبسن، نُشِرت القصيدة في 1962، ثُمَّ ضمَّنها في مجموعته الشعرية «قصائد» (Digte). أحداث القصيدة القصصية تقع حول مدينة غريمستاد في الجنوب النرويجي حيث قضى إبسن هناك عدة سنوات من شبابه. تحكي القصيدة القصة الدرامية ل«تيريه» (Terje)، الرجل النرويجي الذي يحاول في 1809 اختراق الحصار البريطاني لجنوب النرويج حتى يتمكن من النفاذ إلى الدنمارك، ليجلب الطعام إلى زوجته وابنته الجائعتان. ينطلق تيريه في محاولةٍ يائسة من السواحل الجنوبية بزورق بسيط، إلا أنَّ محاولته لتهريب الطعام فشلت ووقع في قبضة سفينة بريطانية وسُجِن على متنها. أُطِلق سراح تيريه بعد انتهاء الحروب النابليونية، واكتشف عندها أنَّ عائلته توفِّيت. بعد فترة من انتهاء الحرب وموت عائلته يصبح تيريه قبطاناً، وفي إحدى السنين ينقذ سيداً إنجليزياً مع عائلته، ويتضح أنَّه هو قائد السفينة التي أسرته سابقاً، لا يثأر تيريه لنفسه ويعامل عائتله بلطف بالغ.
القصيدة وشخصية تيريه فيجن أصبحت رمزاً للثقافة النرويجية الساحلية، وصارت جزءاً من الهوية الوطنية، حيث تُلقى القصيدة في المهرجانات الشعبية والعروض الموسيقية، وفي ليلة رأس كُلِّ سنة تذاع القصيدة من قبل الهيئة الإذاعية النرويجية.

## وصلات خارجية
- تيريه فيجن (Terje Vigen)، على ويكي مصدر الإنجليزية.(بالإنجليزية)
- تيريه فيجن (Terje Vigen)، النص النرويجي الأصلي على موقع «runeberg.org».(بالنرويجية)